# Кучине (Горажде)
Кучине је насељено мјесто у граду Горажду, Босна и Херцеговина.

## Становништво
|           | 2013.       | 1991.         | 1981.         | 1971.         |
| Укупно    | 86 (100,0%) | 177 (100,0%)  | 182 (100,0%)  | 170 (100,0%)  |
| Бошњаци   | 81 (94,19%) | 177 (100,0%)1 | 182 (100,0%)1 | 168 (98,82%)1 |
| Муслимани | 5 (5,814%)  | –             | –             | –             |
| Остали    | –           | –             | –             | 2 (1,176%)    |

1. 1 На пописима од 1971. до 1991. Бошњаци су пописивани углавном као Муслимани.